# 松下正寿
松下正寿（日语：松下 正寿/まつした まさとし，1901年4月14日—1986年12月24日），民主社會黨，是日本政治人物、国际政治学家、律师，坚定的反共主义者，曾担任立教大學校长、参议院议员。